# Веселаго, Валерий Михайлович
Валерий Михайлович Веселаго (1878 — 22 июля 1934) — русский фотограф из Тверской губернии

## Биография
Потомственный дворянин, поручик в отставке. Проживал в г. Красный Холм Весьегонского уезда Тверской губернии, в доме Мешкова. В 1913 году — титулярный советник, земский начальник 3-го участка Кашинского уезда.

Веселаго — русский дворянский род, с конца XVI века владевший поместьями в Бежецкой пятине. Потомство Никифора В. (1580) записано в VI часть родословных книг Тверской и Новгородской губерний.
— Биографический словарь
10 сентября 1909 года Валерию Михайловичу разрешено открыть собственную фотографию (фотоателье).

…Валерий Михайлович Веселаго, 29 лет, …занимаясь постоянно фотографией, достиг совершенства в этом искусстве, это удовольствие — по нужде, Веселаго, имеет желание обратить в заработок.— Рапорт Весьегонского уездного исправника от 26.08.1908 г.

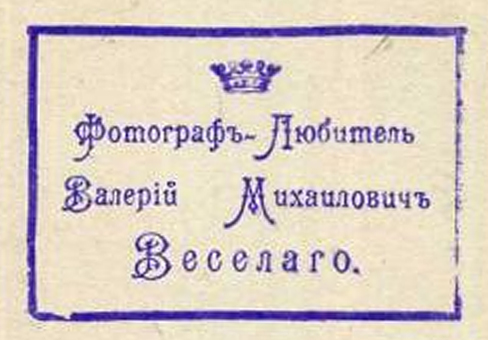
Штамп на оборотной стороне фотопортрета работы В. М. Веселаго. 1910-е (?) годы.

Существование фотографии подтверждается бланками с чернильными штампами: «Фотограф-любитель Валерий Михайлович Веселаго». Кроме того, известны 11 фотооткрыток с видами Красного Холма 1909—1910 годов с инициалами на негативах «В. В.». Очевидно, что автором этих фотооткрыток является В. Веселаго.